# Чинор (Кулобський район)
Чинор (тадж. Чинор) — село у складі Хатлонської області Таджикистану. Входить до складу Даханського джамоату Кулобського району.
Населення — 1518 осіб (2017).
Назва означає дерево платан.
Від Чинора до центру джамоата менше 1 км, а до центру району 18 км.